# Chính Định
Chính Định (chữ Hán giản thể:正定，pinyin: Zhèngdìng, âm Hán Việt: Chính Định huyện) là một huyện thuộc địa cấp thị Thạch Gia Trang, tỉnh Hà Bắc, Cộng hòa Nhân dân Trung Hoa. Huyện này có diện tích 468 kilômét vuông, dân số năm 2003 là 361.279 người. Theo thông tin trên website của huyện thì dân số là 43,7 vạn người. Mã số bưu chính của Chính Định là 050800. Mã vùng điện thoại là 0311. Nhân vật nổi tiếng thời Tam quốc là Triệu Vân có quê hương ở huyện này.

## Địa lý, khí hậu
Huyện Chính Định nằm ở phía tây nam tỉnh Hà Bắc, cách trung tâm địa cấp thị Thạch Gia Trang khoảng 12 km. Huyện nằm trên độ cao trong khoảng từ 57,6 tới 105,2 m trên mực nước biển. Huyện này có khí hậu gió mùa lục địa với 4 mùa rõ ràng. Nhiệt độ bình quân năm là 12,7°C, độ ẩm tương đối trung bình 62%, lượng giáng thủy đạt 570 mm với 2.736 giờ có chiếu nắng. Thời kỳ không băng giá là trên 200 ngày mỗi năm.

## Phân chia hành chính
Huyện chia thành 4 trấn, 5 hương và 1 nhai đạo biện sự xứ, bao gồm 174 thôn hành chính (186 thôn tự nhiên):
- Trấn
  - Chính Định
  - Chư Phúc Đồn
  - Tân An
  - Tân Thành phố
- Hương
  - Tây Bình Lạc
  - Nam Lâu
  - Nam Ngưu
  - Bắc Tảo Hiện
  - Khúc Dương Kiều
- Nhai đạo

## Kinh tế
Do nằm trên vùng bình nguyên nên kinh tế chủ yếu của huyện là nông nghiệp, với các cây trồng chính là lúa mì, ngô, đậu tương và lạc. Các ngành công nghiệp chủ yếu là chế biến sản phẩm nông nghiệp.

## Giao thông
Trong địa phận huyện Chính Định có sân bay quốc tế Thạch Gia Trang. Đường sắt chạy qua có đường sắt Kinh Quảng từ Bắc Kinh tới Quảng Châu, đường sắt Thạch Thái nối Thạch Gia Trang với Thái Nguyên (Sơn Tây), đường sắt Thạch Đức nối Thạch Gia Trang với Đức Châu (Sơn Đông). Các đường cao tốc có đường cao tốc Kinh Thạch nối Bắc Kinh với Thạch Gia Trang và đường cao tốc Thạch Thái nối Thạch Gia Trang với Thái Nguyên.

## Lịch sử
Các phát hiện khảo cổ chỉ ra rằng khu vực Chính Định đã từng có dân cư sinh sống kể từ đầu thời kỳ đồ đá mới. Trong thời kỳ Xuân Thu, kinh đô của nước Tiên Ngu nằm trong huyện này. Thời Chiến Quốc, huyện này lần lượt thuộc lãnh thổ của nước Trung Sơn và Triệu. Thời kỳ nhà Tần lập ra huyện Đông Viên, đến thời Đông Hán đổi thành huyện Chân Định. Đến năm 1723, thời Ung Chính nhà Thanh, đổi thành huyện Chính Định như ngày nay. Từ Hán tới Thanh, nó lần lượt là nơi đặt thủ phủ của Chân Định quốc, quận Hằng Sơn, quận Thường Sơn, Hằng châu, Trấn châu, phủ Chân Định. Kể từ năm 1949, huyện thuộc quyền quản lý của châu Thạch Gia Trang và từ năm 1986 trở lại đây, huyện thuộc địa cấp thị Thạch Gia Trang.

## Văn hóa-Du lịch
Chính Định từng là một trung tâm tôn giáo quan trọng trong trên 1.000 năm, từ ít nhất là thời nhà Tùy tới nhà Thanh. Nó là nơi sáng lập của một trường phái lớn trong Thiền tông của Phật giáo. Tuy nhiên, nhiều tổ hợp kiến trúc tôn giáo cũ đã bị tổn hại và xuống cấp nghiêm trọng kể từ thời đó, thường chỉ để lại cácmangr tàn tích tách rời. Ngoại lệ đáng chú ý nhất là chùa Long Hưng, được xây dựng từ thời nhà Tùy, với tổ hợp kiến trúc xây dựng của nó còn được bảo tồn nguyên vẹn. Bên cạnh đó, 4 ngôi chùa nổi tiếng khác, mỗi chùa với kiểu kiến trúc riêng của mình, vẫn còn tồn tại. Toàn huyền tổng cộng có 7 đơn vị bảo hộ văn vật trọng điểm toàn Trung Quốc, bao gồm:
- Tường thành cổ Chính Định, xây dựng từ thời Bắc Chu.
- Văn miếu huyện Chính Định, xây dựng từ thời nhà Đường gồm 5 gian mặt tiền và 3 gian hậu cung.
- Văn miếu phủ Chính Định.
- Chùa Long Hưng (còn gọi là chùa Đại Phật, chùa Long Tạng, xây dựng từ thời nhà Tùy. Bao gồm điện Ma Ni, điện Chuyển Luân Tạng, tượng Quan Âm nghìn tay nghìn mắt, bia chùa Long Tự, tháp Định Châu, cầu Triệu Châu v.v.
- Chùa Lâm Tế là nơi khai sinh ra Lâm Tế tông của Phật giáo. Bao gồm tháp Trừng Linh (tháp Thanh) xây dựng vào năm Hàm Thông thứ 8 (867) thời nhà Đường. Phần thân tháp hiện còn tồn tại được trùng tu năm Đại Định thứ 25 (1185) thời nhà Kim, cao 30,47 m, mặt cắt hình bát giác.
- Chùa Quảng Huệ với tháp Đa Bảo (tháp Hoa) xây dựng năm Càn Nguyên thứ nhất (785) đời Đường, trùng tu năm Đại Định thời Kim.
- Chùa Thiên Ninh với tháp Lăng Tiêu xây dựng năm Vĩnh Thái thứ nhất (765) đời Đường cao 41 m, gồm 9 tầng. Ba tầng trên được trùng tu năm 1981 theo phong cách thời Kim.
- Chùa Khai Nguyên hay chùa Tịnh Quan, chùa Giới Tuệ. Được xây dựng từ thời kỳ Nam-Bắc triều, đến cuối thời nhà Thanh bị phá hủy, chỉ còn lại tháp chuông cao 14 m, mặt cắt hình vuông (xây dựng năm Hưng Hòa thứ 2 (540) thời Đông Ngụy, trùng tu năm Càn Ninh thứ 5 (898) đời Đường) và tháp Tu Di xây năm Trinh Quan thứ 10 (636 thời Đường) mặt cắt hình vuông, cao 39,5 m.
- Chùa Phúc Khánh